# Regii

Schild van de Regii onder de magister militum praesentalis van het oosten, volgens de Notitia Dignitatum.

De Regii of Reges waren een eenheid van de auxilia palatina van het Laat-Romeinse leger, die actief was tussen de vierde en vijfde eeuw. Er was ook een comitatus met dezelfde naam. 

## Geschiedenis
Deze eenheid werd waarschijnlijk gevormd onder Constantius II of Magnentius. Er is echter ook de mogelijkheid dat ze gevormd werden tijdens de periode van Constantijn door de Alemannische koning Crocus.
De Regii behoorden tot het leger van Caesar Julianus. Ze vochten in de slag bij Straatsburg (357): ze waren opgesteld in de tweede linie en hielden samen met de Batavi de Alemannische cavalerie tegen nadat ze de Romeinse cavalerie hadden verdreven.
In de Notitia Dignitatum staan de Regii ook vermeld in het leger van de magister militum praesentalis van het Oost-Romeinse Rijk.